# Bér italský
Bér italský (Setaria italica), také bér obilní, bér obilný, bér vlašský, mohár, muchár, proso italské, proso senegalské nebo proso vlašské, je jednoletá tráva z čeledi lipnicovitých. Může dorůstat výšky 70–220 cm. Je zelené barvy, případně různých červených odstínů. Původně se vyskytovala v Eurasii, je ale rozšířena kosmopolitně. Vznikla pravděpodobně z béru zeleného.
Jde o jednu z pěti základních plodin mytického císaře a božského zemědělce Šen-nunga.
Význam má jako potravina v některých oblastech Asie, Ruska a Afriky.